# Barbara Eskins
Barbara Eskins (engl. Barbara Askins; 1939 – ) je inovatorka poboljšanog fotografskog negativa.
Barbara Eskins rođena je u američkoj državi Tenesi, ali je fakultet završila u Alabami, gde je i magistrirala hemiju. 
Nakon završenih studija, Barbara se bavi fizičkom hemijom u Maršalovom svemirskom vazduhoplovnom centru u Alabami. Centar je poznat po tome što je upravo iz tog centra prvi čovek otišao u svemir, 1961. godine, a iz istog centra je osam godina kasnije lansiran i prvi čovek na mesec. 
Barbara Eskins, 1978, dobija nagradu za inovaciju godine, koja je po prvi put dodeljena ženi pojedinačno. Do tada, žene koje su dobijale nagradu za inovaciju godine, bile su dobitnice samo kao deo nagrađenog tima. 
Inovacija Barbare Eskins sastojala se u pronalasku poboljšanog fotografskog negativa koji je omogućio izradu kvalitetnijih fotografija i snimaka, čak i onih koje su nedovoljno eksponirane. 
Njem izum je omogućio da na radiološkim odeljenjima, pri snimanju pacijenta bude dovoljno i 96% manje eksponiranja radioaktivnim zracima, da bi se dobio zadovoljavajući kvalitet snimka. 
Američka NASA prepoznala je brzo značaj inovacije i počela je da ga koristi u svojim istraživanjima. 
Izum Barbare Eskins danas se uspešno koristi u atronomiji, svemirskim istraživanjima i medicini.